# Sony Mobile
Pour les articles homonymes, voir Sony (homonymie).

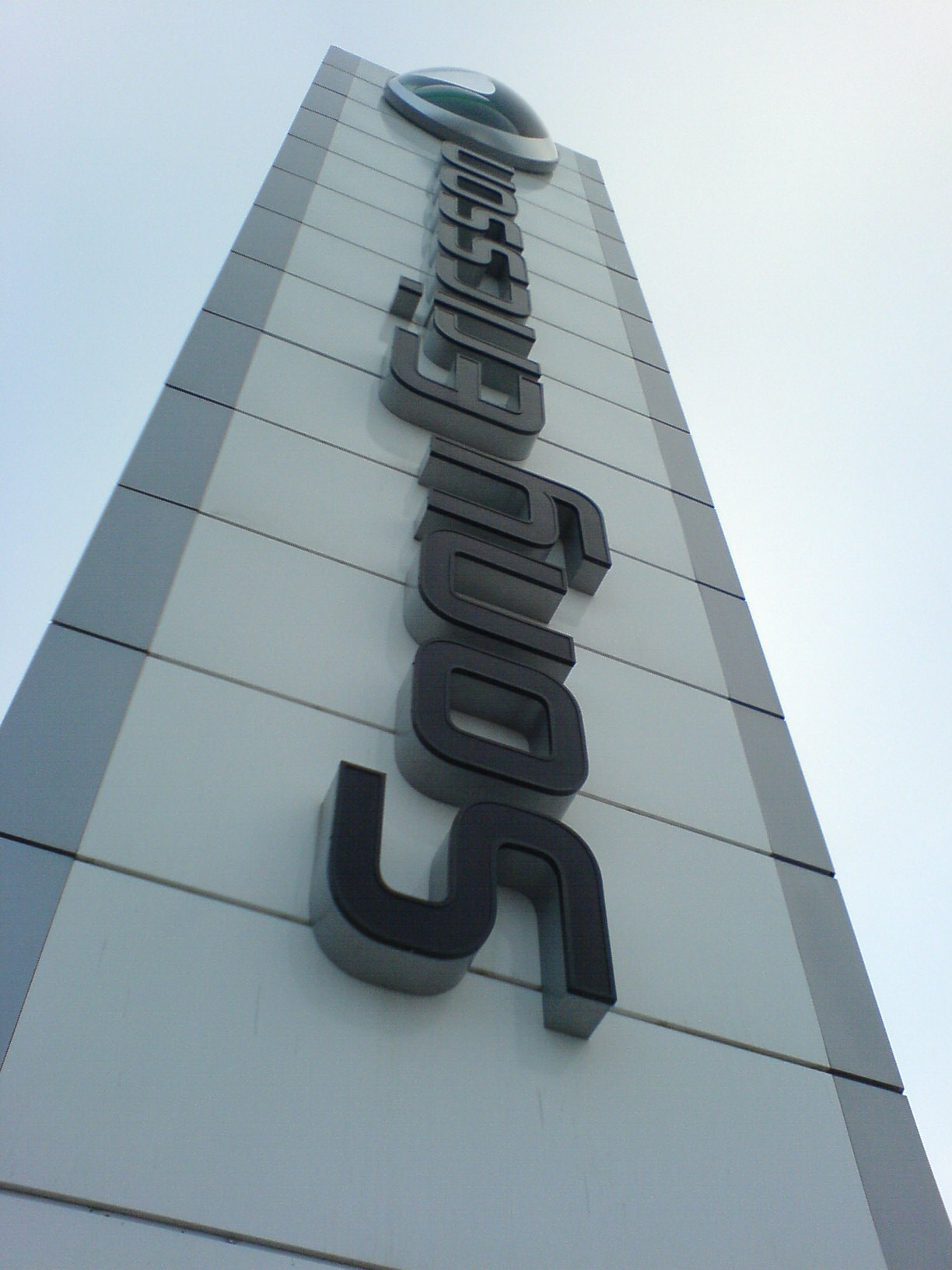
Le logo de Sony Ericsson sur un bâtiment dans un campus en Suède.

Logo de Sony Ericsson.

Sony Mobile Communications (anciennement Sony Ericsson) est une filiale de l’entreprise japonaise d’électronique Sony Corporation, axée sur la création de téléphones mobiles.
La gestion mondiale de l'entreprise est basée à Lund. Des équipes de recherche et de développement sont basées en Suède, au Japon, en Chine, au Canada, aux Pays-Bas, aux États-Unis, en Inde et au Royaume-Uni.
Sony Ericsson téléphonie compte environ 8 000 employés dans le monde. Avec 43 % de taux de croissance annuelle, la marque est devenue la plus forte croissance en tant que vendeur de mobiles au troisième trimestre de 2006 par rapport à Motorola, qui affichait alors un taux de 39 %. En 2010, Sony Ericsson est le cinquième constructeur de téléphone après Nokia, Motorola, Samsung et Research In Motion (RIM), qui l'a dépassé au cours du premier trimestre de 2010.
La société actuelle a eu pour président Bert Nordberg qui a remplacé en 2009 Dick Komiyama (qui lui-même a remplacé Miles Flint le 1er novembre 2007).
Kunimasa Suzuki a remplacé Bert Nordberg en mai 2012 à la suite de l'arrivée de Kazuo Hirai en avril 2012 à la tête de Sony.
Le 16 novembre 2014 Hiroki Totoki devient PDG de la branche Sony Mobile Communication Inc à la suite de la nouvelle stratégie de Sony. Il remplace ainsi Kunimasa Suzuki qui était à ce poste depuis mai 2012.
En 2019, le PDG de Sony Kenichiro Yoshida annonce qu’une grande restructuration est en cours chez Sony Mobile Communications Inc. Au cours de l’année 2020, la division mobile de Sony est fusionnée au sein de l’activité électronique grand public EP&S (Electronic Products & Solutions).
Le 1er avril 2021 Sony Group Corporation devient la nouvelle identité de l’entreprise japonaise. Sony Mobile disposait de deux grands bureaux mondiaux dont un à Lund en Suède (Sony Mobile Communications AB) et l'autre à Tokyo au Japon (Sony Mobile Communications Inc.) et par conséquent, en Suède, le centre devient Sony Nordic, les équipes travaillent sur l'activité Xperia mais travaillent sur davantage de produits du groupe Sony (environnement TV, audio, etc.).
Sony Mobile redevient rentable à la suite du changement complet de son catalogue de smartphones Xperia (Xperia 1, Xperia 5, Xperia 10 et 10 Plus en 2019), (Xperia 1 II, Xperia 5 II, Xperia 10 II en 2020), (Xperia 1 III, Xperia 5 III, Xperia 10 III en 2021), (Xperia 1 IV, Xperia 5 IV, Xperia 10 IV en 2022), (Xperia 1 V, Xperia 5 V, Xperia 10 V en 2023), (Xperia 1 VI, Xperia 10 VI en 2024) et (Xperia 1 VI en 2025).Notons toutefois l'ajout du Xperia Pro-I lancé en novembre 2021. L'activité mobile est de nouveau bénéficiaire depuis le second semestre 2020.
Selon une rumeur lancée par la presse high-tech, Sony Mobile envisagerai, à partir de 2025, un changement radical de son offre smartphones en faisant disparaître la marque Xperia. Un renouveau en termes de design et d'interface serait à l'étude en interne, d'où l'annulation de la sortie du Xperia 5 VI prévu en fin d'année 2024 comme à l'habitude du calendrier des sorties de l'entreprise.
Sony Mobile sort finalement le Xperia 1 VI en 2025, aucune mention ni de communication à propos des gammes 5 et 10. Ce dernier connaît actuellement d'importants problèmes techniques, l'entreprise suspend toutes les ventes de son dernier smartphone au Japon, ce qui fragilise davantage l'activité mobile de Sony. Selon une nouvelle rumeur relayée par la presse high-tech, Sony Mobile se retirerai progressivement du marché européen en commençant par la Finlande.

## Histoire
L'entreprise a été créée le 1er octobre 2001 par Sony et la société de télécommunications suédoise Ericsson qui détenaient le même nombre de parts. Le but était de combiner l'électronique de Sony avec l'expertise technologique dans le secteur des communications que possède Ericsson. Les deux entreprises avaient ainsi cessé de faire leurs propres téléphones mobiles.
Le 27 octobre 2011, Sony devient le seul détenteur de Sony Ericsson, rachetant les parts d'Ericsson à hauteur de 1 milliard d'euros. La société devient alors Sony Mobile Communications.
En mars 2015, Sony annonce la suppression de 2 100 postes dont 1 000 emplois à Lund en Suède, dans le but de réduire les pertes de Sony Mobile. Au terme du premier trimestre 2016, Sony Mobile se sépare de près d'un tiers de ses effectifs.
Le 14 avril 2016, le séisme qui secoue le Sud-Ouest du Japon atteint l'usine Sony de Kumamoto où sont notamment produits les capteurs photo de la marque. Un événement qui ralentit l'activité mobile de Sony durablement.

## Produits
- La série W (Walkman) est composée de téléphones destinés à la musique, ce qui a suscité un nouveau marché de la musique portable[réf. nécessaire].
- La série K, qui comporte des téléphones Cyber-Shot destinés à la photographie (photo phones), a été présentée à partir de 2006.
- Les téléphones de la série P, qui a été lancée en 2003, sont des smartphones UIQ haut de gamme. Ils sont marqués par des écrans tactiles, par des claviers QWERTY sur la plupart des modèles, et par l'utilisation de la plate-forme à partir de l'interface UIQ Symbian OS. Sony Ericsson travaille actuellement[Quand ?] sur un téléphone Bravia Branded Television, qui sera lancé au Japon, ainsi que sur un téléphone de marque PlayStation, qui est attendu pour Noël[Quand ?][réf. nécessaire]. Le 15 octobre 2007, Sony Ericsson a annoncé qu'il allait vendre la moitié de ses parts de la société UIQ à Motorola.
- Sony Ericsson a annoncé en 2007 la migration des téléphones Cyber-Shot de sa gamme, qui passent maintenant dans la série C.
- Sony Ericsson a été le créateur des écouteurs stéréo Bluetooth (série HBH), les premiers écouteurs stéréo sans fil.
- Le Sony Ericsson Satio est sorti le 1er novembre 2009. C'est le premier mobile annoncé équipé d'un appareil photo numérique de 12 méga pixels (12,1 réellement).

## Séries
Sony Mobile Communications catégorise ses téléphones comme :
- Téléphone ;
- Téléphone message ;
- Téléphone appareil photo ;
- Téléphone musique ;
- Téléphone Design Web ;
- Téléphone pour internet et messagerie électronique.

Classification :
- Série C : série haut de gamme intégrant la série Cyber-shot et un GPS intégré. C'est avec cette gamme (plus précisément le C905) que Sony Ericsson fut le premier constructeur à intégrer des APN de 8,1 Méga Pixels dans ses téléphones. (C702, C905…)
- Série D : mini gamme de Téléphone Sony Ericsson, concentrée sur des opérateurs exclusifs : T-mobile, Vodafone…
- Série F : mobiles essentiellement destinés au jeu et héritant de certaines touches des PlayStations (F305)
- Série G : terminaux dont certains sont équipés d'un écran tactile mais accompagnés d'un clavier « standard » (G502, G700, G900). Cette série contient des téléphones à écrans tactiles très tournés vers la navigation internet mais pas forcément chers[Interprétation personnelle ?].
- Série J : entrée de gamme Sony Ericsson, Type « Candybar », pas de fonction caméra. Ces téléphones sont peu chers et très simples d'utilisation : J120i, J132…
- Série K : gamme intégrant la série Cyber-shot (K700i, K800i, K850i) mais également d'autres mobiles ayant des fonctions photo moins avancées K610i, K660i…)
- Série M : smartphones Symbian OS en milieu de gamme (M600i)
- Série P : smartphones Symbian OS en haut de gamme (P990i, P1i…)
- Série R : terminaux « optimisés » pour la radio FM (R306…). Sony Ericsson a sorti cette série composée de téléphones d'entrée de gamme en visant des pays comme l'Inde où les antennes radio sont moins présentes en intégrant la radio AM.
- Série S : mobiles portés sur le design (S302, S500i…)
- Série T : téléphones ayant une qualité de finition irréprochable et utilisant des matériaux haut de gamme (T303, T650i…)
- Série V : téléphones spéciaux pour l'opérateur Vodafone (V630i, V640i…).
- Série W : mobiles Walkman spécialisés dans la musique (W205, W890i, W910i, W960i, W980,  W995...).
- Série X : terminaux haut de gamme Xperia équipés de Android (Xperia X10, X8, X10 mini) ou Windows Mobile (X1, X2)
- Série Z : téléphones de type « clapet » (Z555i, Z770i…).
- Xperia : modèles haut de gamme de Sony Ericsson, fonctionnant sous Android, la gamme devient ensuite la seule de Sony en 2012 et couvre alors tous les segments du bas au haut de gamme[pas clair] et s'étend aux tablettes tactiles.

## Informations financières
Sony Mobile Communications affichait son premier profit dans la seconde moitié de 2003. Depuis lors, les chiffres de ventes de téléphones mobiles ont été : 
- 2004 : 700 millions d'unités vendues
- 2005 : 50 millions d'unités
- 2006 : 74,8 millions d'unités
- 2007 : 103,4 millions d'unités
- 2008 : 96,6 millions d'unités

Selon le suédois Magazine M3 numéro 7 de 2006, Sony Ericsson a été le plus important vendeur de téléphones dans les pays nordiques, suivi par Nokia. Au cours du troisième trimestre de 2006, Sony Ericsson a été le quatrième plus grand fabricant de téléphones mobiles dans le monde après Nokia, Motorola et Samsung. Il a détenu 9 % de part du marché mondial.

## Communication
La société a pour agence de publicité Saatchi & Saatchi. Par ailleurs, Sony Ericsson a signé l'opération de sponsoring la plus importante de l'histoire du tennis en joignant son nom et son logo au circuit féminin WTA, devenu le Sony Ericsson WTA Tour entre 2006 et 2010.
Depuis 2006 et la sortie de Casino Royale, des produits Sony Ericsson apparaissent dans les films de James Bond. Ainsi, dans Quantum of Solace James utilise un C902, alors qu'un employé du MI6 se sert d'un mini ordinateur VAIO. Également, Sony joue sur cette visibilité en désignant, par exemple le Sony Xperia T comme "le téléphone de James Bond" dans plusieurs publicités.